# Rafael Chaparro Madiedo
Rafael Chaparro Madiedo (Bogotá, 23 de diciembre de 1963 - 18 de abril de 1995) fue un escritor colombiano, ganador del Premio Nacional de Literatura en 1992 por su novela Opio en las nubes.

## Biografía
Nació en Bogotá el 23 de diciembre de 1963, fue el primer hijo de una familia santandereana que se instaló en la capital del país poco antes de su nacimiento. Hijo de Rafael Chaparro Beltrán, un ingeniero, y Aminta Madiedo, quien fue profesora. La infancia y adolescencia de Rafael Chaparro Madiedo se encuentra enmarcada en el barrio Niza, al norte de la ciudad, mucho antes de que el Centro Comercial Bulevar Niza y la Avenida Suba fueran construidos. Este barrio, que después sería tema de varios de sus artículos periodísticos, es el lugar de la infancia, de los amigos, de los juegos y del lento transcurso de la niñez a la madurez.
Sus años escolares transcurren en el Colegio Helvetia, donde su inclinación literaria comienza a hacerse evidente por la participación en obras de teatro.Lo cierto es que Chaparro Madiedo no era sólo el intelectual con un cigarrillo en los labios que se puede ver en sus fotografías, sino alguien con un gran sentido del humor, que desde su infancia gustaba del deporte y los juegos, fue aficionado del fútbol y le agradaba compartir tiempo con sus amigos.
Después de terminar el bachillerato Chaparro Madiedo se matriculó en la Universidad de los Andes, una de las más importantes del país, para estudiar Filosofía y Letras. Este sería su paso decisivo para entrar en la carrera de escritor. Allí funda la revista Hojalata junto a dos compañeros suyos, Andrés Huertas y Felipe Castañeda. Esta publicación, de la cual el gobierno sospechó que fuese revolucionaria, hizo que Chaparro Madiedo fuera investigado formalmente, pero el asunto no tuvo consecuencias y no se formuló ningún cargo en su contra. En la Universidad de los Andes conoce a Jorge Mario Eastman, a través del cual entra a trabajar como redactor cultural de la revista Consigna. También entabla amistad con Paula Arenas quien lo invita a participar en un proyecto de la empresa de producción cinematográfica Cinevisión; se trataba de un programa de humor y sátira política llamado: Zoociedad. Con esta misma productora participaría en Quac y La Brújula Mágica.
En 1987 se graduó de la Facultad de Filosofía y Letras con la tesis sobre Martin Heidegger titulada: Interpretaciones de los estados de ánimo como experiencias ontológicas con base en “Ser y Tiempo”. A continuación viaja a Montpellier para realizar unos estudios y al regresar comienza a trabajar en la Prensa; con este diario colaborará escribiendo artículos durante toda su corta vida. En 1989 viaja a Cuba para asistir al curso de guiones de García Márquez. Ese mismo año conoce a Ava Echeverri, quien sería su esposa hasta 1993. En 1990 inicia Zoociedad junto a Paula Arenas, Karl Troller y Eduardo Arias; y en 1993 La Brújula Mágica. En 1994 viaja a París y visita la tumba de Jim Morrison; conoce a Virginie, una francesa que sería su novia por un corto tiempo. Su novia de los últimos tiempos, Claudia Sánchez, compañera de trabajo en La Brújula Mágica, lo acompañaría hasta el último momento, cuando murió en la clínica Santa Fe, a causa de Lupus, una enfermedad que lo había acompañado desde los veinte años.
Murió a la una de la madrugada del 18 de abril de 1995 en la clínica Santa Fe, en Bogotá, víctima de Lupus.

## Obras

### Opio en las nubes (novela)
La novela, Opio en las nubes, cuyo ritmo y mezcla de técnicas narrativas hacen pensar en un James Joyce influenciado por el LSD y adicto al rock, ha sido duramente atacada por la crítica literaria más conservadora, que la considera una obra banal. Mientras tanto, muchos jóvenes de la cultura subterránea colombiana lo han convertido en un libro de culto. Pero es incuestionable que su éxito entre el público —principalmente juvenil— trasciende su país de origen y es leído en diferentes partes del mundo.

### El pájaro Speed y su banda de corazones maleantes (novela)
A mediados del año 2012 la editorial española Tropo consigue editar la novela por primera vez luego de dialogar con el padre del escritor quien era el único poseedor de los derechos sobre la obra.
Escrita y corregida por Chaparro Madiedo antes de morir El pájaro Speed y su banda de corazones maleantes es la continuación de esa persecución por un estilo que se preocupa más por las sensaciones que por la gramática, en esta búsqueda Rafael Chaparro se desliga de la sintaxis y le da paso a su estilo onírico, surreal. Se apropia del lenguaje y lo transforma. La obra está llena de un lenguaje nuevo que se posa sobre símbolos, la repetición y relevancia de las palabras como imagen.
La novela es una experimentación de las formas, del lenguaje, la misma empresa que había llevado a cabo en Opio en las nubes, pero ahora de una manera más audaz, desenfrenada.

### Siempre es saludable perder sangre. (cuentos)
El libro se compone de quince cuentos, cuyos títulos son: “La Caída”, “La lluvia, ese extraño sentimiento”, “La extraña continuidad de las astromelias”, “Bradbury a mil pies de altura”, “El polvo de las estrellas sobre tu cuerpo”, “Zaratustra come peces de vidrio en Praga”, “La máquina de hacer tigres”, “La orquesta roja del amanecer”, “Chocolate espeso en los vapores del nirvana”, “Dios no cree en novelas policíacas”, “La pequeña confusión de la sangre”, “John Tigres”, “El pez gato que engullía pianos negros”, “Las cuatrocientas espadas del brandy”, “Coñac para dos perros y un gato” y “La sustancia absurda de Hendrix a las seis de la mañana”. Según Claudia Sánchez, el título nació un día en el que ella y Rafael estaban ojeando un libro que habían comprado, Viejo, de Adriano González León, y Claudia se cortó con una de las hojas y dijo la frase “siempre es saludable perder sangre”. En ese momento Chaparro, que estaba buscando un título para el mencionado libro de cuentos, le preguntó a Claudia si podía usarlo. Ella le dijo que por supuesto.